# Comitetul Suprem Kurd
Comitetul Suprem Kurd (în kurdă: Desteya Bilind a Kurd) este organismul care guvernează Kurdistanul Sirian, organism fondat de Partidul Uniunea Democratică (PYD) și de Consiliul Național Kurd (KNC), ca urmare a semnării, pe 12 iulie 2012, în Hewlêr, Kurdistanul Irakian, a unui acord de cooperare între cele două partide, sub auspiciile Președintelui Kurdistanului Irakian Massoud Barzani. Comitetul de conducere este alcătuit dintr-un număr egal de membri ai PYD și KNC. Aripa armată a Comitetului Suprem Kurd sunt Unitățile de Apărare a Poporului.